# Megur, Ron
Megur là một làng thuộc tehsil Ron, huyện Gadag, bang Karnataka, Ấn Độ.